# لندن، میشیگان
لندن (به انگلیسی: London Township) یک منطقهٔ مسکونی در ایالات متحده آمریکا است که در شهرستان مونرو، میشیگان واقع شده‌است.
 لندن  ۳٬۰۴۸ نفر جمعیت دارد و ۲۰۲ متر بالاتر از سطح دریا واقع شده‌است.